# Jacoba van Tongeren

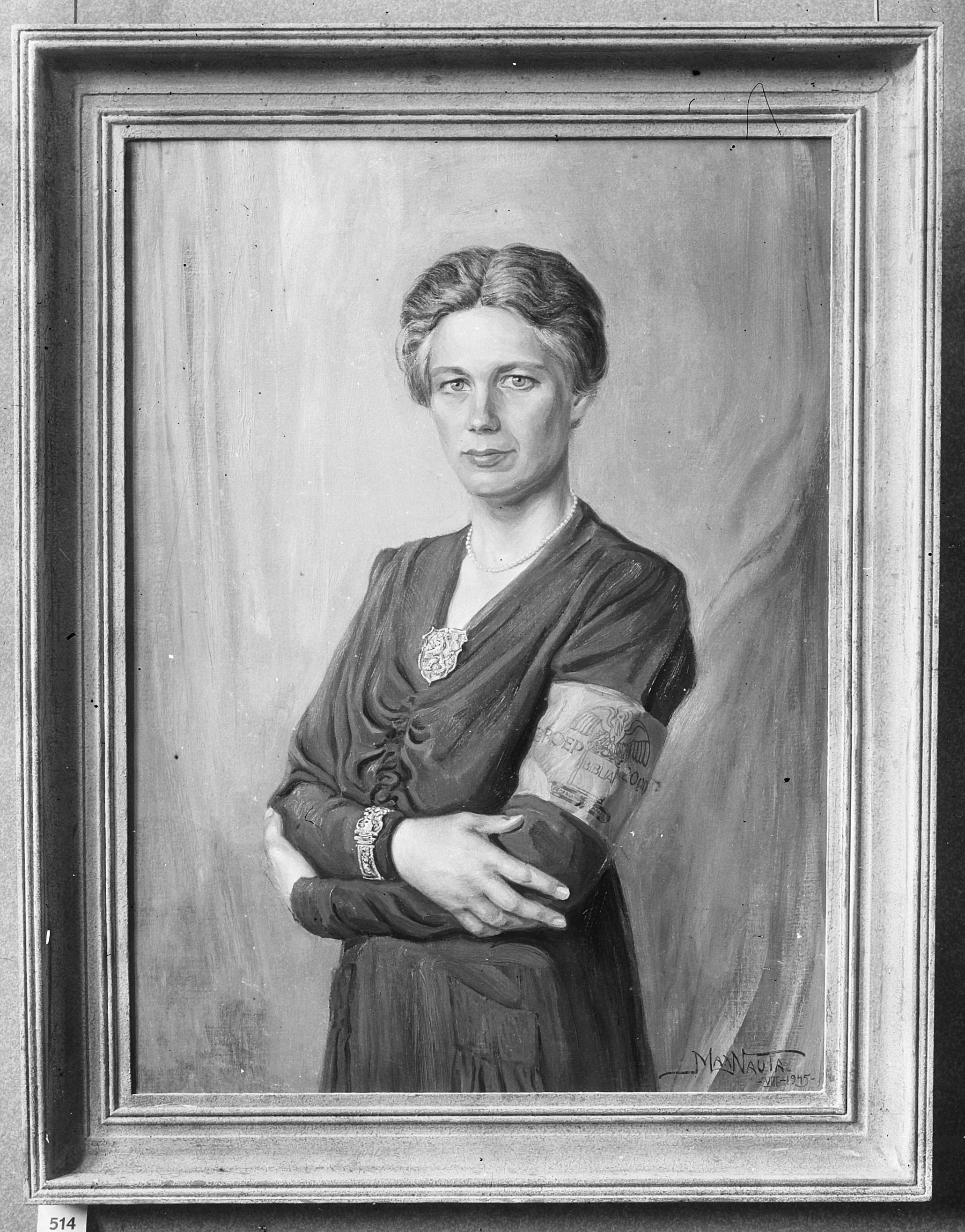
Porträt Jacoba van Tongeren, August 1945

Jacoba Johanna van Tongeren (* 14. Oktober 1903 in Cimahi; † 15. September 1967 in Bergen) war eine niederländische Widerstandskämpferin, Gründerin und Anführerin der Widerstandsgruppe Groep 2000 in der Region Amsterdam während des Zweiten Weltkriegs.

## Werdegang
Jacoba van Tongeren wurde als Tochter des KNIL-Offiziers Hermannus van Tongeren (1876–1941) und der Lehrerin Jeanne Holle (1870–1958) in Niederländisch-Indien (heute Indonesien) geboren. Bis 1909 wuchs sie zusammen mit ihren älteren Geschwistern Herman und Charlotte auf, dann begleitete sie ihren Vater, der als Ingenieur zum Brückenbau in den Dschungel Sumatras geschickt wurde. Ihr Bruder Herman war bei seinen Großeltern in Rotterdam untergebracht und ihre Schwester Charlotte blieb bei ihrer Mutter in Batavia (heute Jakarta). Mit ihrem Vater und einem Kindermädchen lebte Jacoba van Tongeren in einer mobilen Militärunterkunft in der Provinz Aceh. Dort wuchs sie unter Militärangehörigen auf und lernte schon in jungen Jahren militärische Traditionen und Disziplin. Sie wurde von ihrem Vater unterrichtet und durfte nicht mit den einheimischen Kindern spielen, weil das schlecht für ihr Niederländisch wäre.

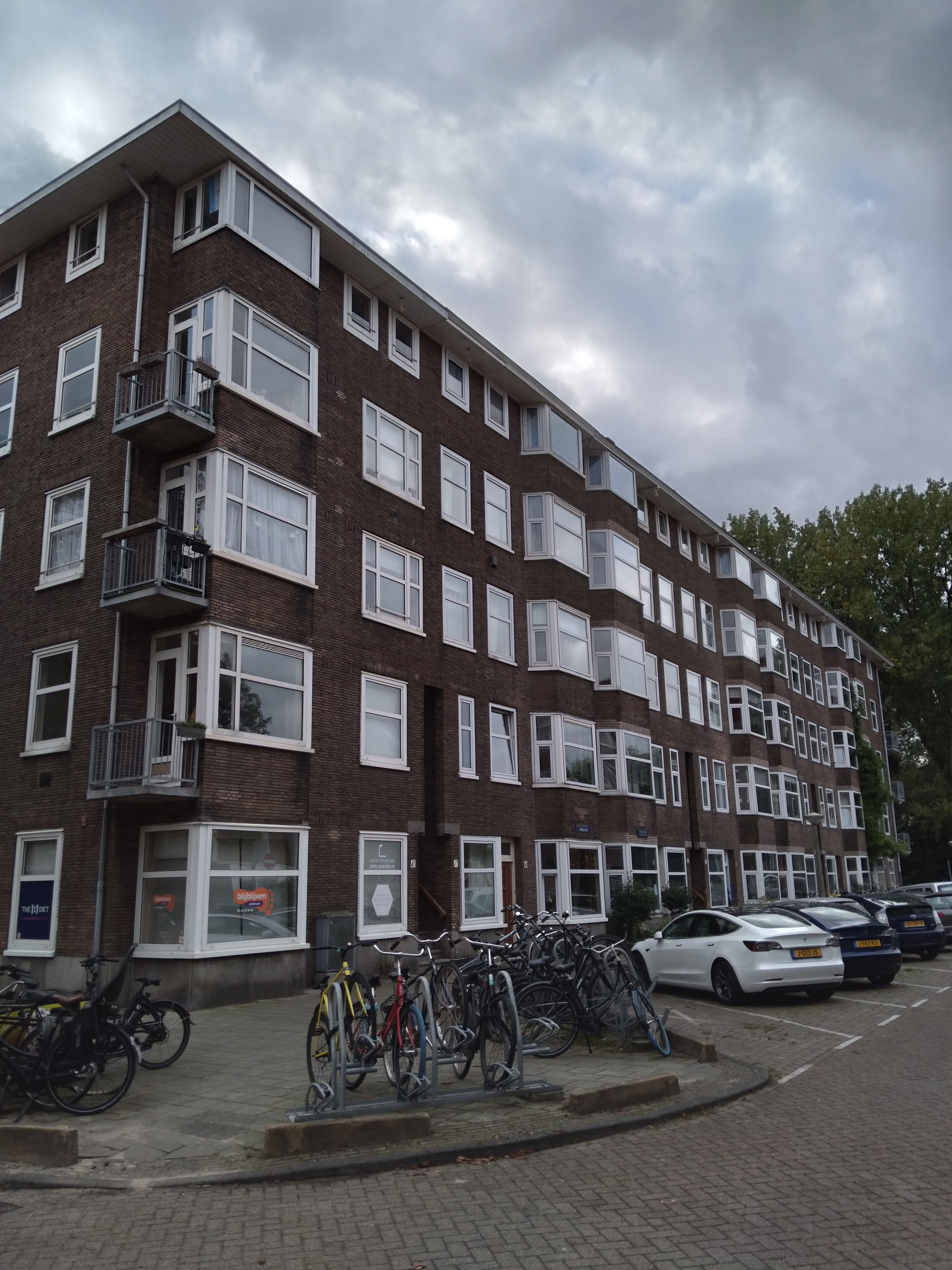
Jacoba van Tongerens Wohnung im 1. Stock der Antillenstraat 45, linke Seite

Nachdem ihr Vater 1916 aus der Armee ausgeschieden war, lebte die Familie in Amsterdam. Jacoba van Tongeren besuchte von 1916 bis 1922 das Reformierte Gymnasium an der Keizersgracht. Es war eine schwierige Zeit der sozialen Eingewöhnung, da sie weder eine Schule oder den Umgang mit Gleichaltrigen gewohnt war noch das Familienleben. Ihr Verhältnis zu Mutter und Schwester war ausgesprochen schlecht, aber sie entwickelte im Laufe der Zeit eine gute Beziehung zu ihrem älteren Bruder Herman. Jacoba van Tongeren studierte in Rotterdam Krankenpflege, konnte ihr Examen aber nicht ablegen, da sie im Jahr 1928 schwer an einer Streptokokken-Infektion erkrankte. Ihr Vater mietete ein Haus in Groenekan in der Gemeinde De Bilt, wo sie von einer Haushälterin betreut wurde. Nach jahrelanger Behandlung ging sie 1936 in die Lighallen in Amersfoort, ein Sanatorium für Tuberkulose-Patienten, wo sie sich mit der Krankenschwester Nel Wateler anfreundete. Ab 1937 lebten sie zusammen in einem gemeinsamen Haushalt in der Antillenstraat 45 in Amsterdam, und Jacoba van Tongeren arbeitete als Sozialarbeiterin für die Centrale van Werklozenzorg (Zentrale für Arbeitslosenhilfe, gegründet auf Initiative des Raad van Nederlandse kerken voor praktisch Christendom).

## Tätigkeit im Widerstand
Nach Ausbruch des Zweiten Weltkriegs und der Besetzung der Niederlande nahm 1940 Jan van der Neut, einer der Gründer der illegalen Zeitschrift Vrij Nederland, Kontakt zu Jacoba van Tongeren auf, um ihren Vater für die Widerstandsarbeit zu gewinnen. Die Gruppe wollte ein Spionagenetzwerk aufbauen und suchte aufgrund seiner militärischen Expertise die Hilfe von Hermannus van Tongeren, der außerdem seit 1929 Großmeister einer der niederländischen Freimaurerlogen war. In Belgien, Rumänien und Polen waren die Großmeister bereits hingerichtet worden, da die Freimaurerei von den Besatzern als volksfeindliche Organisation angesehen wurde. Nach dem Erscheinen der ersten Ausgabe der Untergrundzeitung Vrij Nederland am 31. August 1940 unterstützte Hermannus van Tongeren die Gruppe nicht nur mit Geld, sondern vermittelte auch notwendige Kontakte im Freimaurernetzwerk. Jacoba van Tongeren, die von ihrem Vater die Prinzipien der militärischen Sicherheit und das Verschlüsseln lernte, übernahm die hierfür erforderlichen Reisen, weil sie sich als Sozialarbeiterin unauffällig im Land bewegen konnte. Außerdem brachte sie Mitgliederlisten und wichtige Freimaurerdokumente zu zuverlässigen Adressen. Hierdurch lernte sie viele Freimaurerbrüder kennen, was ihr in der darauffolgenden Widerstandsarbeit zugutekam. Ihr Vater wurde im Oktober 1940 verhaftet, wurde deportiert und starb im März 1941 im KZ Sachsenhausen. Nach der Schließung der Zentrale für Arbeitslosenhilfe durch die Deutschen im Frühjahr 1941 wechselten sämtliche dort tätigen Sozialarbeiter in die Bijzondere Kerkelijke Gezinszorg (Besondere kirchliche Familienfürsorge) überführt. Die erste Anweisung des Vorstandes an alle Sozialarbeiterinnen und Sozialarbeiter lautete, die Familienhilfe nicht zu gefährden und sich nicht gegen die Besetzer zu wenden. Da Jacoba van Tongeren bereit war, illegale Hilfsanträge zu bearbeiten, wurde sie vom Vorstand gebeten, sämtliche Fälle außerhalb der Sozialarbeit zu übernehmen, was bedeutete, illegale Widerstandsarbeit zu leisten.
Im Frühjahr 1941 wurden fast alle Mitarbeiter von Vrij Nederland verhaftet, worauf Jacoba van Tongeren den Kontakt abbrach, so dass der Kontakt zwischen der Freimaurerei und Vrij Nederland nicht öffentlich wurde. Sie hatte 1940 mit dem Aufbau einer eigenen Widerstandsgruppe begonnen, die aus etwa 140 Menschen bestand. Die Gruppe richtete Erste-Hilfe-Posten und einen illegalen Radiosender ein, vermittelte Verstecke für verfolgte Widerstandskämpfer und Juden, beschaffte falsche Ausweise und verteilte vor allem gestohlene Lebensmittelmarken für Untergetauchte. Im Jahr 1944 waren etwa 4500 Untergetauchte im Raum Amsterdam auf die Gutscheine der Gruppe angewiesen. Um sie unbemerkt zu verteilen, trug Jacoba van Tongeren eine speziell angefertigte Weste unter ihrer Kleidung, was ihr den Spitznamen „Coupon-Königin“ einbrachte. Sie arbeitete unter anderem mit Gerrit van der Veen und Frieda Belinfante zusammen. Die Gruppe wurde teilweise durch Gelder finanziert, die vom Orden der Freimaurer gesammelt wurden und erhielt Unterstützung durch die Niederländisch-reformierte Kirche. Um die Gruppe vor Entdeckung durch die Deutschen zu schützen, entwickelte Jacoba van Tongeren einen Code für Mitglieder, die Untergetauchten und sämtliche Adressen. Nur sie und eine weitere Person kannten den Schlüssel zu diesem Code. Sie wandelte Buchstaben in Zahlen um, so dass etwa ihr Name zum Kürzel 20.0.0. wurde. Im Laufe der Zeit wurde 2000 auch zum Namen der Gruppe. Die Mitglieder der Widerstandsgruppe kannten die richtigen Namen der anderen nicht und sprachen einander nur mit ihrer Codenummer oder ihrem Decknamen an.
Im Jahr 1944 wurde Jacoba eingeladen, im Namen der Groep 2000 einen Sitz im Raad van Verzet einzunehmen. Ziel dieses Rates war die Koordinierung und Unterstützung sämtlicher Widerstandsaktionen in den Niederlanden. Henk van Randwijk, Vorsitzender und Chefredakteur von Vrij Nederland, versuchte, die Führung der Gruppe 2000 zu übernehmen, weil er dann über diese Gruppe Zugang zu Lebensmittelmarken hätte und weil er glaubte, dass eine Frau dazu nicht in der Lage sei. Jacoba van Tongeren lehnte ab, da dann alle Namen und Adressen auf die neue Organisation übertragen werden müssten, befürwortete aber eine gleichberechtigte Fusion von Vrij Nederland und Groep 2000, was Van Randwijk nicht akzeptierte. Schließlich wurden die über ganz Amsterdam verteilten Erste-Hilfe-Posten in die Zuständigkeit von Vrij Nederland gegeben, die Groep 2000 blieb aber weiterhin eine unabhängige Widerstandsgruppe unter Jacoba van Tongerens Führung, deren Schwerpunkt auf der Hilfe für Untergetauchte lag. Am 9. März 1945 durchsuchte der Sicherheitsdienst (SD) das von ihr genutzte Gebäude an der Stadhouderskade und fand das komplette verschlüsselte Verwaltungssystem. Einige Mitglieder der Widerstandsgruppe verübten daraufhin gegen Jacoba van Tongerens Weisung einen Raubüberfall, bei dem ein deutscher Offizier getötet wurde. Als Vergeltung wurden am 12. März 1945 im Weteringplantsoen dreißig politische Gefangene erschossen. Letztlich gelang es dem SD nicht, den Code zu entschlüsseln, so dass die Adressen und Namen von 4500 Untergetauchten geheim blieben.

## Weiteres Leben
Nach der Befreiung überreichte Jacoba van Tongeren am 23. Juli 1945  Prinz Bernhard, dem Kommandeur der niederländischen Widerstandsbewegung, einen kurzen historischen Bericht über die Aktivitäten der Groep 2000. Da sie bei Kriegsende schwach und krank war, nahm sie sich ein Jahr Auszeit und arbeitete anschließend einige Zeit als Sozialarbeiterin. Ab 1950 war sie aufgrund von Erschöpfung und der Mitte der 40er Jahre zurückgekehrten Streptokokkeninfektion chronisch krank und bettlägerig. Mitte der 1950er Jahre zog sie aus gesundheitlichen Gründen mit Nel Wateler nach Bergen.
Auf Drängen von Mitgliedern der Groep 2000, mit denen sie regelmäßig korrespondierte, versprach sie, alle Informationen über die Widerstandsaktivitäten der Gruppe öffentlich zu machen und schrieb ab 1964 ihre gesamte Kriegsgeschichte auf. Dies geschah in Briefen an die Rundfunkpfarrerin Alje Klamer, die ihr geraten hatte, die Vergangenheit niederzuschreiben. Im Mai 1965 gab sie der Zeitung Trouw ein Interview zu ihrer Widerstandstätigkeit im Krieg. Sie starb 1967, bevor sie ihre Memoiren veröffentlichen konnte, und wurde in Bergen auf dem Heiligewegs- en Leidsche Kerkhof beigesetzt.

## Ehrungen und Gedenken
1990 wurde Jacoba van Tongeren posthum von Yad Vashem als Gerechte unter den Völkern geehrt.
Im Jahr 2013 wurden die handschriftlichen Memoiren von Jacoba van Tongeren in den Archiven der Freimaurerei in Den Haag wiedergefunden und dienten ihrem Großneffen Paul van Tongeren als Grundlage seines 2015 erschienenen Buches über sie.
Am 4. Mai 2016 wurde die Brücke 602 in der Burgemeester Fockstraat in Amsterdam Nieuw-West in Jacoba van Tongerenbrug benannt als Hommage an ihre Widerstandsarbeit und die Arbeit der Groep 2000 während des Zweiten Weltkriegs.
Am 10. Oktober 2021 wurde in der Antillenstraat in Amsterdam-West gegenüber von ihrem ehemaligen Haus eine Bronzestatue von Jacoba van Tongeren enthüllt. Die Statue hält den Codeschlüssel in der Hand, mit dem Namen und Adressen der Mitglieder und Untergetauchten ermittelt werden konnten. Am Sockel sind mit den Namen der Mitglieder der Groep 2000 und ihrem Lebenslauf gravierte Tafeln angebracht.

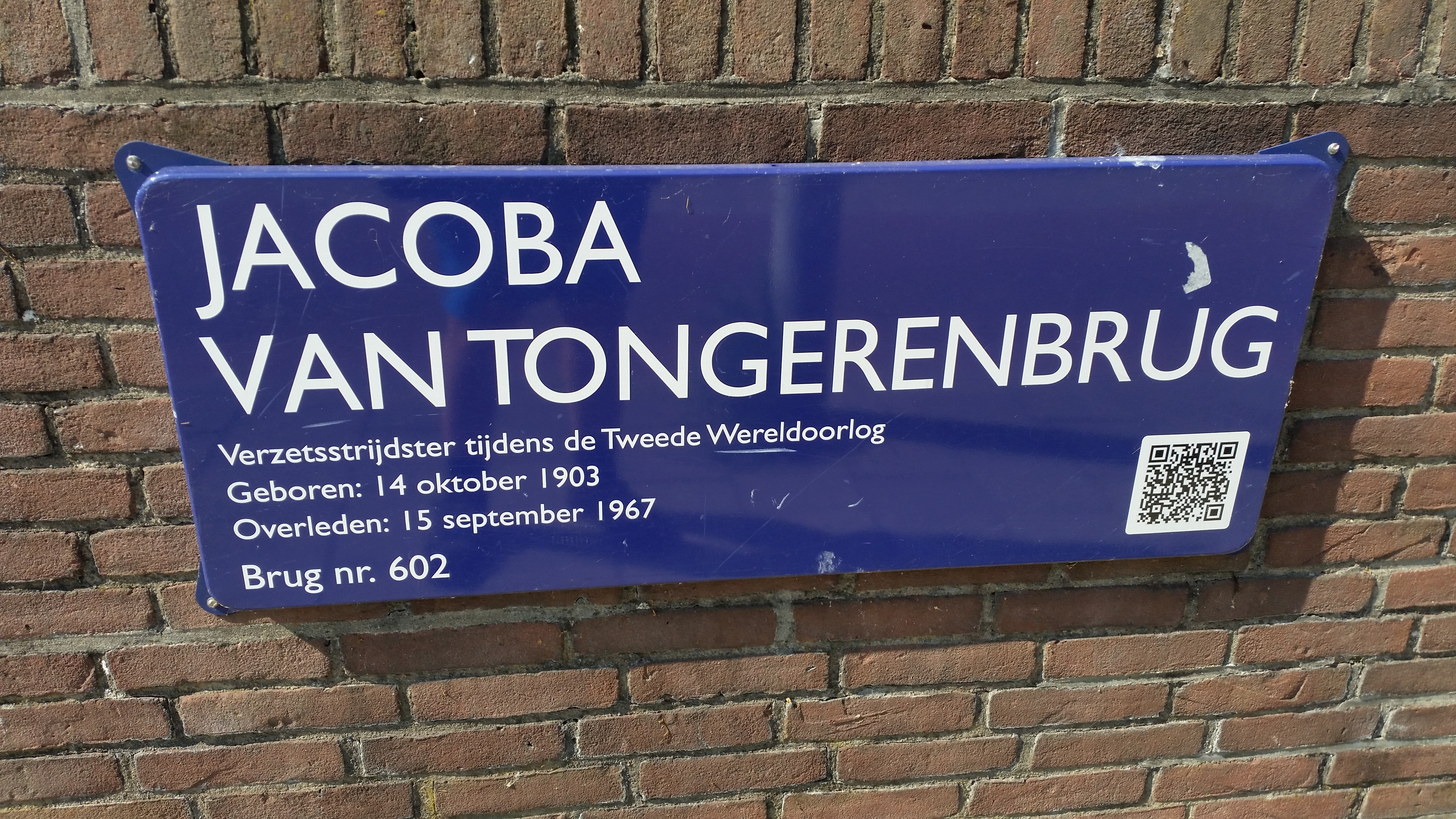
Brücke Jacoba van Tongerenbrug, Amsterdam
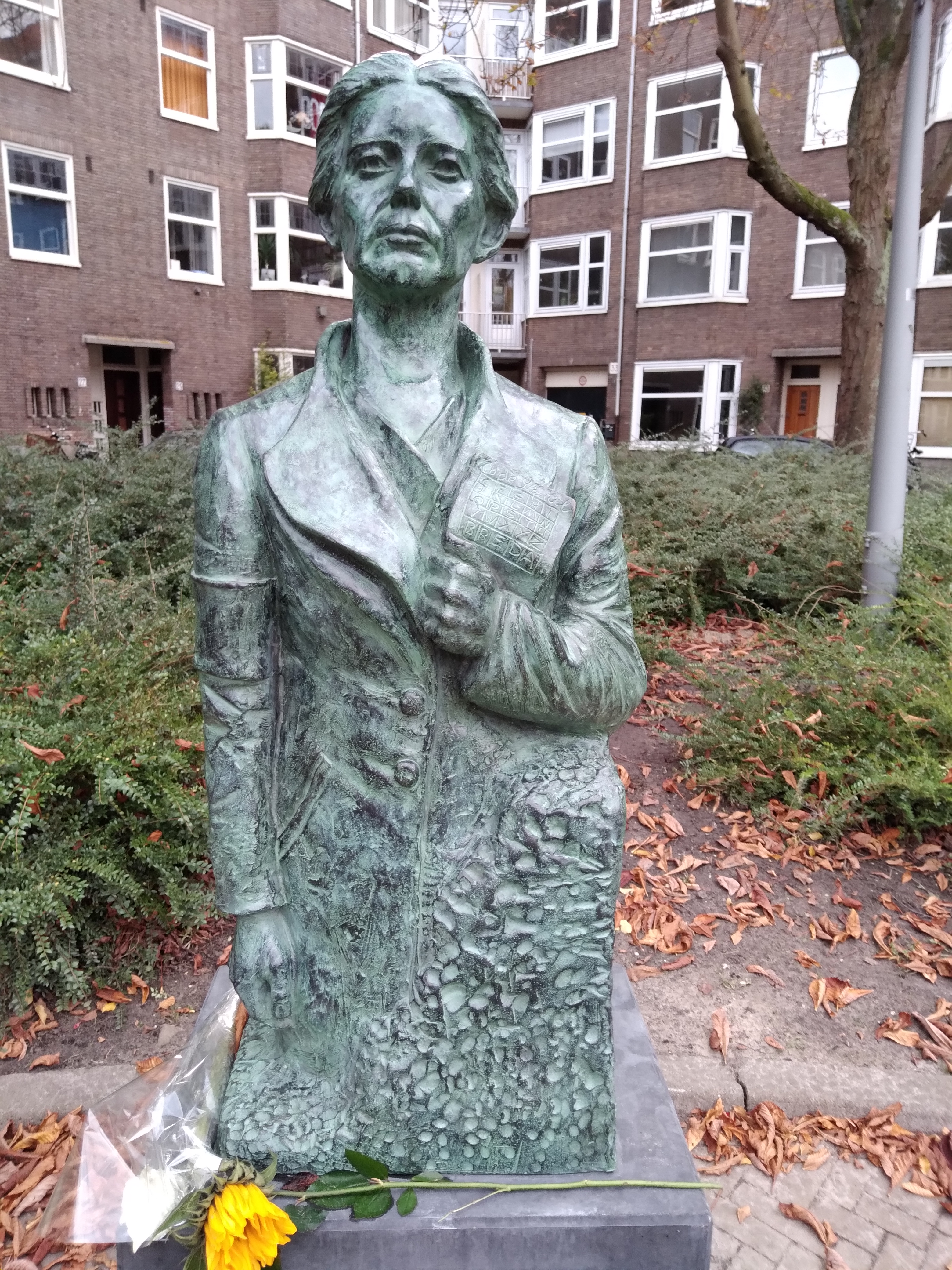
Denkmal, Antillenstraat, Amsterdam-West
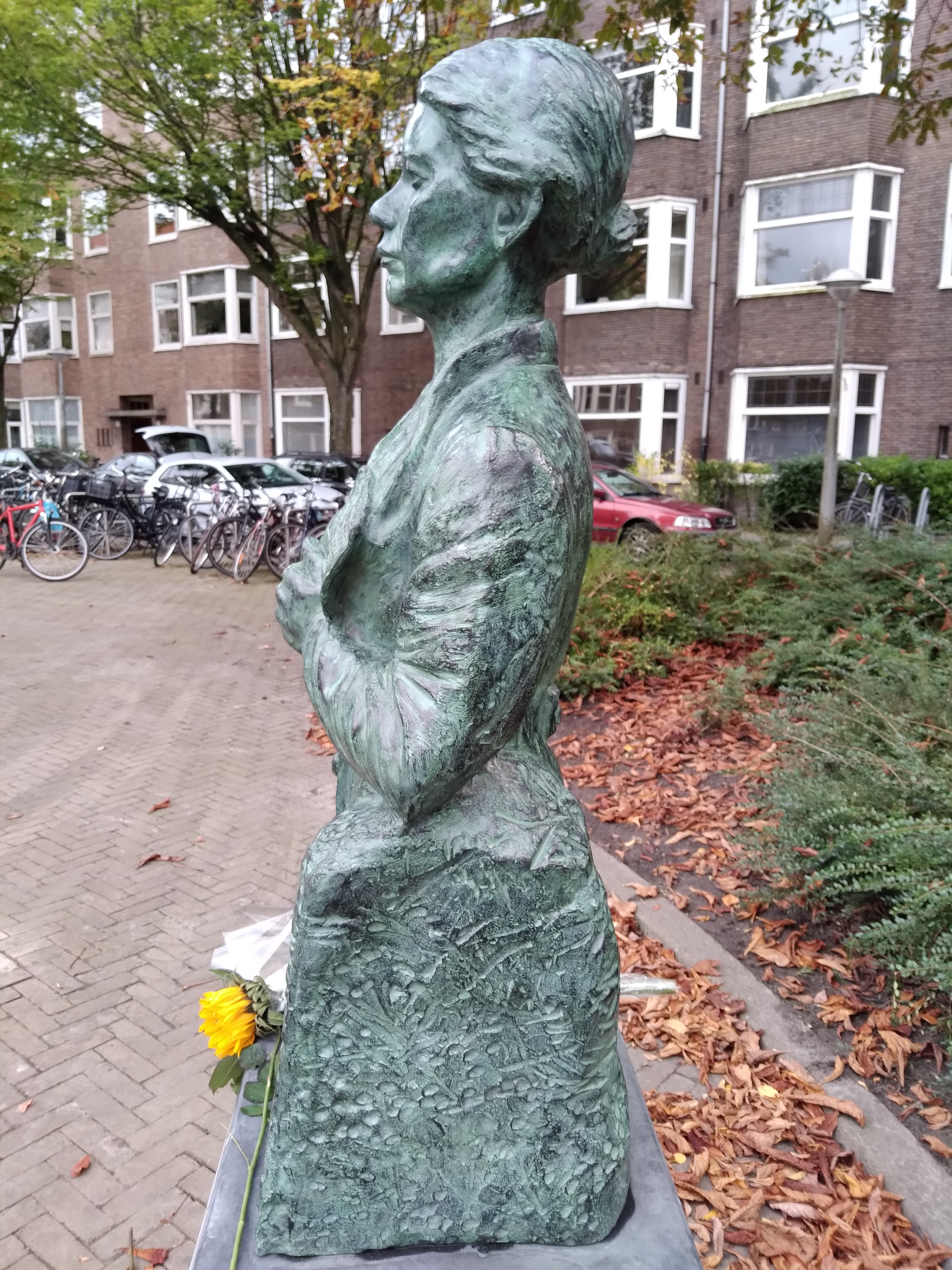
Denkmal, Antillenstraat
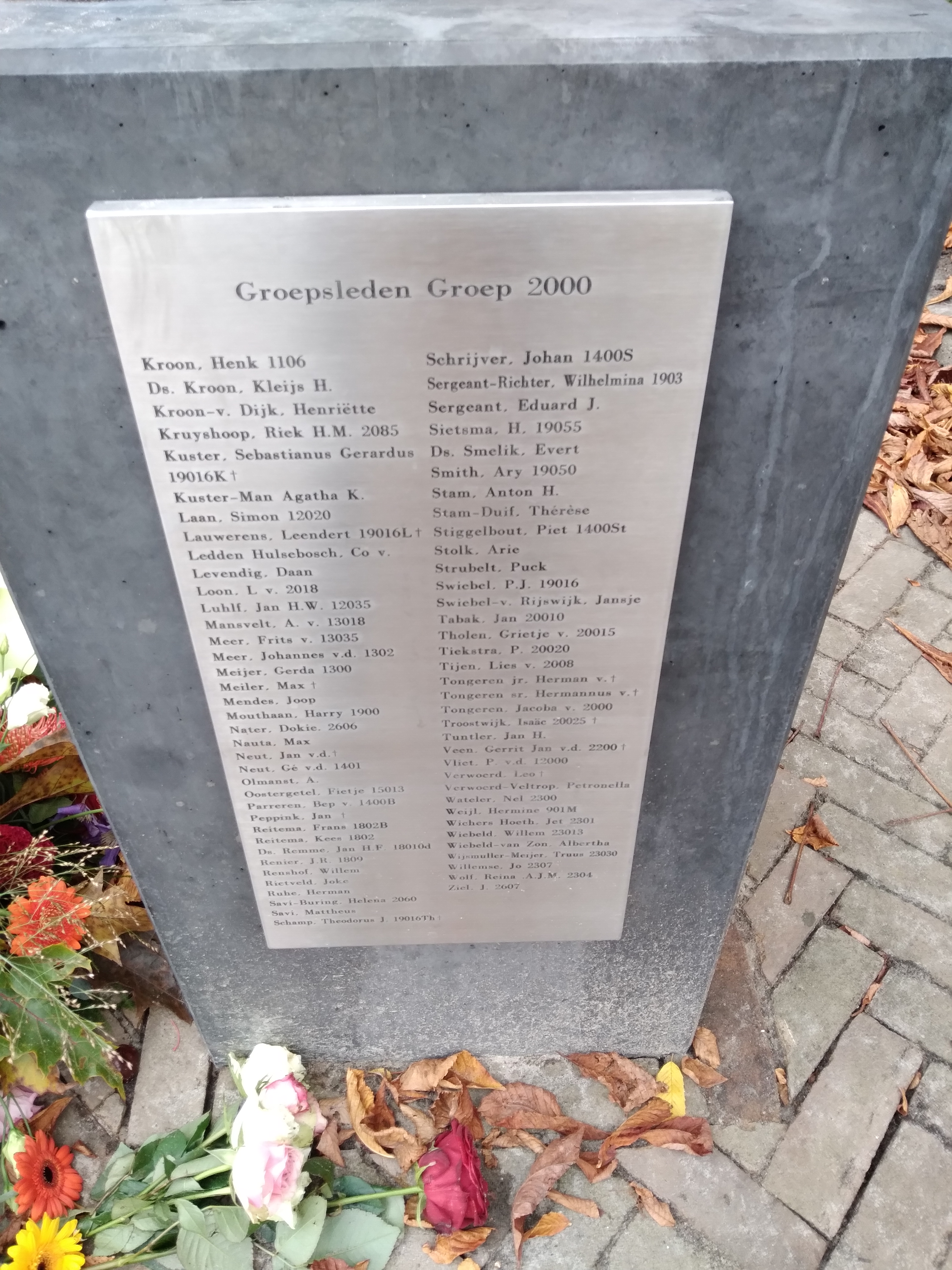
Gedenktafel, Antillenstraat